# Les Roseaux sauvages
Pour les articles homonymes, voir Roseaux (homonymie).
Pour plus de détails, voir Fiche technique et Distribution.
Les Roseaux sauvages est un film français réalisé par André Téchiné, sorti en 1994. Il s'agit de la version longue du téléfilm Le Chêne et le Roseau faisant partie de la collection Tous les garçons et les filles de leur âge commandée par Arte. 
Le film reçoit quatre César en 1995 dont ceux du meilleur film et du meilleur réalisateur.

## Synopsis
Le film se déroule en 1962, dans le Sud-Ouest français. Deux adolescents, François et Maïté, vont à un mariage. Un militaire y épouse une fille du pays pour éviter de repartir en Algérie y faire la guerre. Il demande à la mère de Maïté, Madame Alvarez, responsable de la cellule locale du Parti communiste français, de l'aider à déserter, mais elle refuse. François rencontre le frère de l'appelé, Serge, qui lui demande de l'aider pour ses cours de français. François accepte et, en devenant plus intime avec Serge, se rend compte qu'il préfère les garçons. Il se confie à Maïté qui, elle, ne se sent attirée par personne et rejette pour le moment la sexualité.
François s'intéresse aussi au compagnon de chambre de Serge, Henri. Ce dernier, pied-noir, a quitté l'Algérie où son père est mort. Il critique le général de Gaulle et se révèle pro-OAS. Serge est appelé lors d'un cours : il apprend que son frère est mort en Algérie. Il voue alors une haine brûlante à Henri qui soutient la guerre, tandis que la mère de Maïté, rongée de culpabilité pour ne pas avoir pu l'aider, part en cure de sommeil.
Son remplaçant Monsieur Morelli cherche à aider Henri à réussir au baccalauréat. Mais ce dernier, révolté par les décisions de De Gaulle et le retrait de la France en Algérie, décide de quitter la ville. Avant cela, il veut mettre le feu à la cellule du Parti communiste tenue par Madame Alvarez. Il y voit Maïté qui l'invite à entrer et à laquelle il cache ses intentions initiales. Tous deux discutent et se découvrent une attirance.
Lassés d'attendre les résultats du bac, François, Maïté et Serge décident d'aller se baigner dans la rivière. Ils rencontrent sur leur chemin Henri qui n'a pas encore pris son train. Cette ultime scène de baignade estivale est l'occasion de préciser les rapports de chacun avec les autres.

## Fiche technique
- Titre : Les Roseaux sauvages
- Réalisation : André Téchiné
- Scénario et dialogues : André Téchiné, Gilles Taurand, Olivier Massart
- Décors : Pierre Soula
- Costumes : Elisabeth Tavernier
- Photographie : Jeanne Lapoirie
- Son : Jean-Paul Mugel
- Montage : Martine Giordano
- Producteurs délégués : Georges Benayoun, Alain Sarde
- Producteurs associés : Chantal Poupaud, Paul Rozenberg
- Sociétés de production : Les Films Alain Sarde, Ima Films
- Sociétés de distribution : Wild Bunch Distribution, Pan-Européenne
- Pays d'origine :  France
- Langue originale : français, occitan
- Format : couleur - 35 mm - 1,66:1 - son Dolby
- Genre : drame
- Durée : 110 minutes
- Date de sortie : France : 1er juin 1994

## Distribution
- Élodie Bouchez : Maïté Alvarez
- Gaël Morel : François Forestier
- Stéphane Rideau : Serge Bartolo
- Frédéric Gorny : Henri Mariani
- Michèle Moretti : Madame Alvarez
- Jacques Nolot : Monsieur Morelli
- Fatia Maite : Aicha Morelli
- Charles Picot : le proviseur
- Élodie Soulinhac : Colette
- Eric Kreikenmayer : Pierre Bartolo
- Nathalie Vignes : Irène Bartolo
- Michel Ruhl : Monsieur Cassagne
- Claudine Taulère : l’infirmière

## Production

### Genèse et scénario
Les Roseaux sauvages est la version cinéma d'un téléfilm commandé par la chaîne Arte à André Téchiné, pour la série Tous les garçons et les filles de leur âge sur le thème de l'adolescence. Le téléfilm a pour titre Le Chêne et le Roseau, d'après la fable éponyme de Jean de La Fontaine. Il devait comprendre une scène de fête et traiter d'une période, au choix, entre les années 1960 et les années 1990. La version télé ne comporte que la première heure du film ; la scène dans laquelle François lit la fable est la dernière scène du téléfilm.[réf. nécessaire] Deux autres films appartenant à cette série sont sortis en version longue au cinéma : L'Eau froide d'Olivier Assayas et Trop de bonheur de Cédric Kahn.
André Téchiné a répondu favorablement à la demande d'Arte, heureux de « pouvoir répondre à une commande qui corresponde à [son] désir », ce qu'il juge rare. Il a choisi de faire un film sur les années 1960 car ce sont celles de sa propre adolescence et qu'il souhaitait depuis longtemps réaliser un film en rapport avec la Guerre d'Algérie. 
Le scénario a été écrit avec rapidité, le réalisateur considérant même à l'époque que c'est celui qu'il a écrit le plus vite. Il s'agit d'abord d'une version de 55 minutes écrite en cinq jours, mais André Téchiné et ses scénaristes, Gilles Taurand et Olivier Massart en sont insatisfaits car les personnages ne sont pas assez développés. En deux semaines supplémentaires, l'histoire est développée pour en faire un long métrage, entremêlant mieux l'aspect politique et l'aspect sexuel de la version précédente qui ne se croisaient pas assez. Les auteurs du scénario sont partis des personnages (les quatre adolescents et les deux professeurs) et se sont « demandé ce qui pouvait leur arriver. »
Un accord est alors conclu avec Arte pour la production de ce long métrage. Une autre chaîne est associée au projet, Canal+ ainsi qu'un second producteur, Alain Sarde. Pierre Chevalier, directeur de l'unité fiction d'Arte, explique cet accord par le fait que, le film précédent d'André Téchiné (Ma saison préférée) ayant eu un budget autrement important avec « un casting prestigieux », il n'est « pas évident » pour lui de tourner un film à petit budget avec des acteurs débutants, cela même s'il est motivé par cette commande. Le fait d'avoir deux versions du film, la version courte diffusée sur Arte et la version longue qui sort en salle, lui parait alors une bonne solution. En outre, Arte considère que la sortie de ce film, présenté à Cannes, lui permettra de mettre en valeur la série dont il fait partie.
Dans l'empressement de l'écriture du scénario, la scène de fête imposée par la commande d'Arte a été oubliée et, sur la demande de Chantal Poupaud, productrice de la série, elle a été rajoutée dans le film au moment qui paraissait le plus opportun.
André Téchiné profite de ce film pour essayer de mieux filmer des jeunes gens, après des scènes avec des jeunes dont il n'était pas satisfait dans son précédent film Ma saison préférée, tournant aussi à nouveau une séquence de baignade, jugeant ratée celle du film précédent.
L'œuvre est en grande partie autobiographique,. L'histoire s'inspire d'un événement de la jeunesse du réalisateur : « l'intrusion d'un pied-noir dans un coin tranquille de la France des années 60. [...] Le respect d'une expérience puisée dans la réalité garantit la fiction. » Sans avoir vécu réellement l'histoire du frère de Serge, le réalisateur ne la trouve pas totalement étrangère au lieu : il est frappé, dans cette région du Sud-Ouest, de la fréquence dans les cimetières, de plaques commémoratives de jeunes soldats morts pendant la guerre d'Algérie. 
L'écriture du scénario tout comme le tournage ont été pour le réalisateur des périodes très heureuses, mais il estime que le montage a été plus difficile car le film est constitué de nombreuses digressions.

### Tournage

Le cadre 1,66:1, celui de tous les films de la série, et le cadre CinémaScope auquel est plus habitué André Téchiné

Le fait d'être obligé de tourner en 16 mm a inquiété le réalisateur, plus habitué au CinemaScope qui permet d'écarter les personnages les uns des autres dans le cadre, et donc de filmer « la distance qui les sépare », il a craint qu'« il n'y ait pas assez d'air entre les gens et les choses. » Il a néanmoins été heureux de pouvoir tourner de manière plus légère, le 16 mm induisant un tournage plus léger et dynamique.
Le film a été tourné en Lot-et-Garonne, à Villeneuve-sur-Lot.

## Musique
- Adagio pour cordes de Samuel Barber.
- Voix du printemps de Johann Strauss.
- Barbara Ann par The Beach Boys.
- Runaway par Del Shannon.
- Let's Twist Again par Chubby Checker.
- Wo die Zitronen blühen de Johann Strauss.
- Smoke Gets in Your Eyes par The Platters.
- Se canta, hymne de l'Occitanie

## Accueil
L'accueil critique du film est globalement très bon. Pascal Mérigeau dans le quotidien Le Monde lors de la présentation du film à Cannes, parle de « vérité » et de « grâce » à son propos.

## Distinctions

### Récompenses
Le film a reçu le prix Louis-Delluc 1994.
Il reçoit quatre récompenses aux César 1995 :
- Meilleur film
- Meilleur réalisateur : André Téchiné
- Meilleur scénario - Original ou adaptation : Olivier Massart, Gilles Taurand et André Téchiné
- Meilleur espoir féminin : Élodie Bouchez

### Nominations
César du cinéma 1995 :
- Meilleur espoir masculin : Frédéric Gorny, Gaël Morel et Stéphane Rideau.
- Meilleure actrice dans un second rôle : Michèle Moretti.

Le film est choisi comme contribution française pour l'Oscar du meilleur film étranger.

### Sélection
- Festival de Cannes 1994 section Un certain regard[11].
- Festival du film de New York 1994 : en sélection[12].

## Autour du film

### Homosexualité
- C'est le premier film de Téchiné où l'un des personnages principaux est ouvertement homosexuel[13].
- Dans le documentaire De la cage aux roseaux qu'il cosigne avec Alessandro Aviallis, Alain Brassart classe ce film  dans la catégorie « homosexualité tranquille »[14].
- La phrase « Je suis un pédé, je suis un pédé, je suis un pédé » ferait partie des éléments autobiographiques du film[14].